# Глутоксим
Глутоксим (международное название глутамил-цистеинил-глицин динатрия) — лекарственное средство, являющееся комбинацией трех аминокислот. По заявлениям производителя, оказывает иммуностимулирующее действие, нормализует обменные процессы, регулирует окислительно-восстановительные процессы организма.
С 2012 года включён в российский федеральный перечень ЖНВЛП.

## Фармакологическое действие
Относится к классу лекарственных препаратов — тиопоэтинов, обладающих модулирующим действием на внутриклеточные процессы тиолового обмена, играющего важную роль в регуляции метаболических и генетических процессов в клетках и тканях.
Механизмом действия препарата является регулируемая эскалация редокс-состояния клеток. Новый уровень редокс-систем и динамики фосфорилирования ключевых белков сигнал-передающих систем и транскриптационных факторов (NFkB и АР-1), в первую очередь, иммунокомпетентных клеток, определяет иммуномодулирующий и системный цитопротекторный эффект препарата.
Глутоксим оказывает дифференцированное воздействие на нормальные (стимуляция пролиферации и дифференцировки) и трансформированные (индукция апоптоза – генетически программированной клеточной гибели) клетки. К основным иммунофизиологическим свойствам препарата относятся: высокая тропность препарата к клеткам центральных органов иммунитета и системы лимфоидной ткани; усиление костномозгового кроветворения: процессов эритропоэза, лимфопоэза и гранулоцито-моноцитопоэза; активация системы фагоцитоза, в том числе в условиях иммунодефицитных состояний, восстановление в периферической крови уровня нейтрофилов, моноцитов, лимфоцитов и функциональной дееспособности тканевых макрофагов. Среди иммунобиохимических эффектов препарата следует выделить: стимулирующее действие препарата на каскадные механизмы фосфатной модификации основных белков сигнал-передающих систем; инициацию системы цитокинов, в том числе эндогенной продукции IL-1, IL-6, TNF, IFN, эритропоэтина, воспроизведение эффектов IL-2 посредством индукции экспрессии его рецепторов.